# Michael Schlenger
Michael Schlenger (* 1965) ist ein deutscher Schauspieler.
Schlenger ist der Bruder der bayerischen Kabarettistin Claudia Schlenger-Meilhamer.

## Filmographie (Auswahl)
- 1991: Löwengrube
- 1995: Alles was recht ist
- 2004: Herbert und Schnipsi
- 2004: Starkbieranstich auf dem Nockherberg
- 2005–2007: Kanal fatal
- 2005: Coconut Kiss
- 2008: Normal is des ned
- 2008: Lüg weiter, Liebling
- 2009: Sturm der Liebe
- 2011: Herzflimmern – Die Klinik am See
- 2012: Forsthaus Falkenau
- 2012: Um Himmels Willen
- 2013: Der Alte
- 2013, 2018, 2022: Die Rosenheim-Cops
- 2015: Im Schleudergang
- 2013: Monaco 110
- 2016–2022: Grünwald Freitagscomedy
- 2016: Hubert und Staller (Vom Himmel hoch, Staffel 5, Episode 11)
- 2016: Brettl-Spitzen – Die Volkssänger-Revue
- 2016, 2023: Dahoam is Dahoam
- 2018: Frühling: Am Ende des Sommers
- 2019: München Mord: Die Unterirdischen
- 2021: Geliefert

## Hörspiele (Auswahl)
- 2011: Robert Hültner: Radio-Tatort Unter Verdacht (Angestellter) – Regie: Ulrich Lampen (Original-Hörspiel, Kriminalhörspiel – BR)

Quelle: ARD-Hörspieldatenbank